# Teatro San Cassiano
Teatro San Cassiano i Venezia åbnede i 1637 som verdens første operahus med offentlig adgang. Indtil da havde operaforestillinger været forbeholdt private selskaber, fx ved fester hos fyrster og hertuger. Åbningsforestillingen i San Cassiano-teatret var L'Andromeda, en opera af Francesco Manelli. Claudio Monteverdi skrev to operaer til teatret: Il ritorno d'Ulisse in patria (Odysseus' hjemkomst, 1641) og L'incoronazione di Poppea (Poppeas kroning, 1642). Teatro San Cassiano eksisterede indtil 1800.
45°26′19″N 12°19′49″Ø / 45.438511°N 12.330369°Ø